# Michałowice (gemeente in powiat Pruszkowski)
De gemeente Michałowice is een landgemeente in het Poolse woiwodschap Mazovië, in powiat Pruszkowski.
De zetel van de gemeente is in Michałowice (tot 30 december 1999 Michałowice-Osiedle genoemd).
Op 30 juni 2004 telde de gemeente 15 073 inwoners.

## Oppervlakte gegevens
In 2002 bedroeg de totale oppervlakte van gemeente Michałowice 34,88 km², waarvan:
- agrarisch gebied: 71%
- bossen: 9%

De gemeente beslaat 14,16% van de totale oppervlakte van de powiat.

## Demografie
Stand op 30 juni 2004:
| Omschrijving                   | Totaal | Totaal | Vrouwen | Vrouwen | Mannen | Mannen |
| ------------------------------ | ------ | ------ | ------- | ------- | ------ | ------ |
| eenheid                        | aantal | %      | aantal  | %       | aantal | %      |
| inwoners                       | 15 073 | 100    | 7813    | 51,8    | 7260   | 48,2   |
| bevolkingsdichtheid (inw./km²) | 432,1  | 432,1  | 224     | 224     | 208,1  | 208,1  |

In 2002 bedroeg het gemiddelde inkomen per inwoner 2146,9 zł.

## Plaatsen
Osiedla: Komorów-Granica, Michałowice.
Sołectwa: Komorów, Michałowice-Osiedle, Nowa Wieś, Opacz Kolonia, Opacz Mała, Pęcice, Pęcice Małe, Reguły, Sokołów, Suchy Las.

## Aangrenzende gemeenten
Brwinów, Nadarzyn, Piastów, Pruszków, Raszyn, m.st. Warszawa

## Link zewnętrzny
- Officiële website urzędu gminy